# Maison de Stojan Božilović Beli à Pirot
La maison de Stojan Božilović Beli à Pirot (en serbe cyrillique : Кућа Стојана Божиловића Белог у Пироту ; en serbe latin : Kuća Stojana Božilovića Belog u Pirotu) se trouve à Pirot, dans le district de Pirot, en Serbie. Elle est inscrite sur la liste des monuments culturels protégés de la république de Serbie (identifiant no SK 2071),.

## Présentation
La maison a été construite en 1840 ou 1841 et elle était à l'époque l'une des premières du quartier chrétien de Tijabara. « Les premières maisons à étage sont apparues à Tijabara après 1840. À cette époque, elles étaient comme des palais ... ». On sait que le premier propriétaire de la maison était un certain Živko Andrejić de Pirot, qui l'avait construite pour ses propres besoins mais, sans qu'on en connaisse la raison, en 1866, il l'a vendue au riche marchand Stojan Božilović, avec une cuisine d'été, un poulailler, une grange, un puits, une étable et un terrain de 12 ares s'étendant jusqu'à la rivière Gradašnička.
De style balkanique, la maison disposait de deux entrées distinctes, l'une pour la famille, l'autre pour les invités ; le hall central ouvrait sur cinq pièces. Les murs étaient construits selon la technique des colombages et le bâtiment était doté d'un toit recouvert de tuiles.
Les derniers aperçus de l'état de la maison se trouvent au musée ethnographique de Belgrade et au musée du Ponišavlje à Pirot ; ils montrent que le bâtiment est pratiquement en ruines et menace la sécurité des passants ; en 2012, le mur de l'étage de la maison s'est effondré. La maison abritait alors des œuvres d'art, des lustres, des meubles, des coffres, des tissus et des photographies.